# Olga Morózova (bádminton)
Olga Alexéyevna Morózova (en ruso: Ольга Алексеевна Морозова; Ekaterimburgo, 10 de marzo de 1995) es una deportista rusa que compite en bádminton. Ganó una medalla de bronce en el Campeonato Europeo de Bádminton de 2017, en la prueba de dobles.

## Palmarés internacional
| Campeonato Europeo | Campeonato Europeo  | Campeonato Europeo | Campeonato Europeo |
| Año                | Lugar               | Medalla            | Prueba             |
| ------------------ | ------------------- | ------------------ | ------------------ |
| 2017               | Kolding (Dinamarca) | Medalla de bronce  | Dobles             |